# Ferdinand François de Smeth

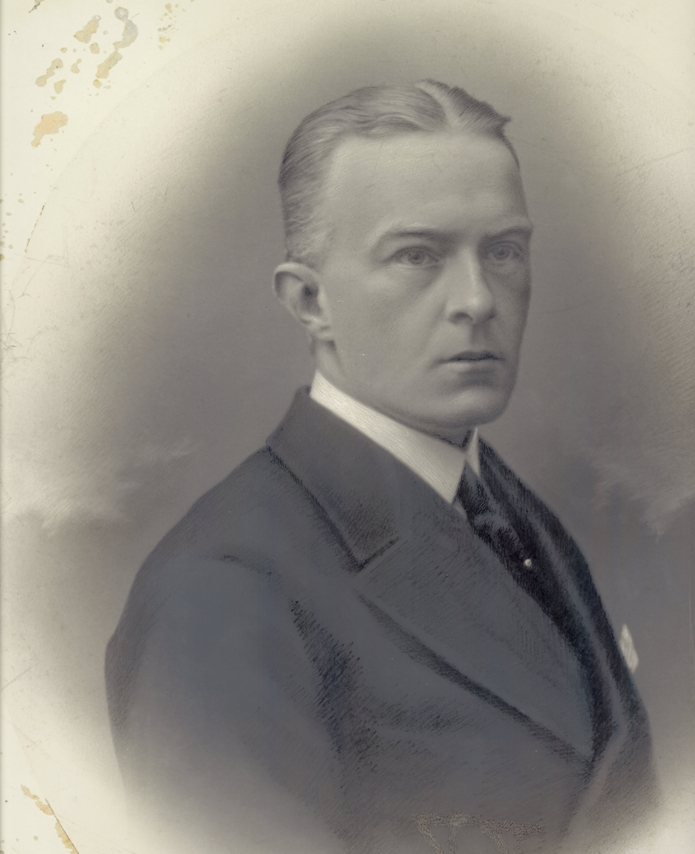
Ferdinand François baron de Smeth als burgemeester van Ferwerderadeel

Ferdinand François baron de Smeth (Den Haag, 24 oktober 1887 - aldaar, 3 maart 1939) was een telg uit het geslacht De Smeth.
Ferdinand was commies ter Provinciale Griffie van de provincie Overijssel (1912), en burgemeester van Ferwerderadeel (1915-1918) en Sassenheim (1918-1920). In 1920 werd hij secretaris en procuratiehouder van de Hollandsche Bank voor de Middellandsche Zee te Constantinopel (1920-1922). Daarna was hij burgemeester van Schoonhoven. Hij was verder kamerheer en hofmaarschalk van Koningin Wilhelmina en gezantschapsattaché van het Ministerie van Buitenlandse Zaken (1922-1924). Hij was bovendien lid van de Hoge Raad van Adel (1934) en reserve-ritmeester van het eerste regiment huzaren.
Ferdinand werd geboren als oudste zoon van Paul Arnold Jacques baron de Smeth en Marie Isabelle Jeane Elise du Tour van Bellinchave. Ferdinand huwde op 4 februari 1913 te Diepenveen met jonkvrouw Ada Wilhelmina Sandberg tot Essenburg, wier familie een buitenhuis in de gemeente Diepenveen bezat. Uit dit huwelijk werden drie zonen geboren: Henri (Zwolle, 26 december 1913), Paul Arnold Jacques (Diepenveen, 5 april 1917) en Theodore (Sassenheim, 29 maart 1919). Op 24 maart 1920 overleed Ada. Zij werd begraven in een nieuw familiegraf op de hervormde begraafplaats van Colmschate, waar het buitenhuis De Bannink van de familie Sandberg was.
Ferdinand hertrouwde op 15 mei 1923 te Den Haag met de twaalf jaar jongere Louise Adolphine Jacqueline barones van Pallandt. Uit dit huwelijk werd een zoon geboren, Jan Anne de Smeth (Rijswijk, 9 september 1924).
In 1939 kwam Ferdinand om het leven toen hij bij het oversteken van de straat werd aangereden door een auto. Hij werd bij zijn eerste vrouw in Colmschate begraven.
Zijn weduwe overleefde hem zeer lang; zij stierf op 31 december 1992, bijna 73 jaar nadat Ferdinands eerste echtgenote was overleden. Ferdinands vrouw was een zuster van de kunstenares Charlotte van Pallandt en een tante van zanger Frederik van Pallandt, bekend van het duo Nina en Frederik.